# Hofmark Pichl
Die Hofmark Pichl war eine Hofmark in Pichl, heute ein Gemeindeteil von Aindling im Landkreis Aichach-Friedberg in Bayern.
Die Hofmark war im 16. und 17. Jahrhundert im Besitz der Gumppenberger, Sandizeller und Fugger. Die Hofmarkkonskription von 1752 führt die Lafabrique, die auch das Schloss in Unterbaar besaßen, als Besitzer der Hofmark Pichl auf. Deren Erben verkauften sie 1835 an den Freiherren von Schaezler.